# Domhnall mac Énri Aimhreidh
Domhnall mac Énri Aimhréidh O'Neill (mort le 1er janvier 1432)  fut trois fois roi de Tír Eoghain de 1404 à 1410 de 1414 à 1419 et enfin de 1421 à sa mort.

## Biographie
Domhnall mac Énri Aimhreidh est un fils du prétendant Enrí  Aimhréidh († 1392) et de sa cousine Aiffric, fille de Aedh O'Neill. Il a cinq frères: Domhnall, Brian († 1402), Niall, Rhuaidhri, Aodh (fl 1412) qui avec leurs partisans forment le sept connu comme le  Clann Enrí. Domhnall est capturé par les Anglais en 1399, et envoyé comme prisonnier en Angleterre d'où il est libéré contre rançon en 1401. En 1404, il met à profit la mort de  Brian Óg mac Neill le fils aîné de Niall Óg mac Néill l'année précédente peu après son père pour se faire reconnaître roi du Tir Eogain au détriment du frère de ce dernier Eóghan mac Néill Óig. En 1410, il est capturé par Brian Mag Mathgman roi d'Argialla qui le livre à son rival. En 1414, c'est lui qui emprisonne Eóghan mac Néill mais ce dernier met à profit un conflit généralisé impliquant; Neil Óg  Uí Domhnaill roi de Tir Conaill, Brian Mac Mathgamhna d'Airgíalla et Thomas Mag Uidhir roi de Fir-Manach, pour reprendre le trône en 1419 que Domnhall récupère finalement en 1421 jusqu'à ce qu'il soit est tué à Keenaght, dans le comté de Derry, par Domhnall et Aibhne O'Cahan le 1er janvier 1432 . Il à comme successeur Eóghan mac Néill Óig mais les revendications de son sept sont soutenues par son neveu Brian Óg († 1449) ancêtre du Sliocht Enrí